# Joseph Louis Proust
Joseph Louis Proust (Angers, 26 de setembro de 1754 — 5 de julho de 1826) foi um químico francês.
Filho de um boticário, estudou Química e Farmácia e foi chefe da farmácia do hospital Salpetrière, em Paris. Em 1789 esteve na Espanha, fugindo da Revolução Francesa, onde ensinou química na academia de artilharia de Segóvia e em Salamanca. Trabalhou no recém-instalado laboratório de Carlos IV, em Madri. Em 1816 foi eleito para a Academia de Ciências da França, retirando-se em seguida para Angers.
Enquanto no Salpêtrière, Proust publicou trabalhos sobre a urina, o ácido fosfórico e o alúmen. Em sua estadia na Espanha, Proust estudou os minerais espanhóis. Em 1801 Enunciou a lei das proporções definidas ou lei das proporções constantes, uma das bases do atomismo químico, e que recebe seu nome e foi combatida por cientistas da época. A lei é formulada em 1808 por John Dalton, mas é o trabalho de Proust que fornece as provas empíricas que determinaram sua aceitação, ajudando assim a fortalecer, na Química, a ideia do átomo.
Ainda em Madri, Proust empreende estudos que resultam na descoberta de um processo de extrair açúcar da uva. Em 1806 volta à França. Durante o bloqueio continental é convidado por Napoleão I para fundar uma fábrica de açúcar de acordo com o processo por ele inventado, mas recusa a oferta. Proust pesquisou ainda os sais dos ácidos orgânicos e é um dos fundadores da análise química. Morreu em sua cidade natal, em 1826. 